# Staccato
Staccato, literalment «desenganxat» o «destacat» en italià (picat, en terminologia catalana), en notació musical i en interpretació musical fa referència a un tipus d'articulació en la qual les diferents notes afectades pel staccato queden separades entre elles per unes pauses, inexistents en la notació però reals en la interpretació que prenen una part del temps real assignat a cada nota en la notació, de manera que el temps de so real es veu escurçat.

En tot cas, i malgrat la figura adjunta que és una il·lustració aproximada d'aquest efecte, no es discuteix quin és el percentatge real del temps de la nota que queda substituït per una pausa. aquest efecte no afecta ni al ritme general de l'obra ni al volum.
L'efecte de staccato s'acostuma a aplicar a notes de durada breu, molt rarament d'una durada superior a un temps. En aquestes circumstàncies aquestes notes són sempre de durada molt curta i es toquen o canten de forma com sobtada.
La forma habitual d'indicar l'staccato és amb un punt al damunt de la nota en els casos en què la plica és inferior, i amb el punt a sota si aquesta és superior.
 El passatge adjunt interpretat sense staccato (?·pàg.)
 El mateix passatge amb staccato (?·pàg.)

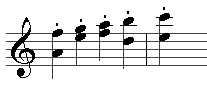
Successió d'acords en staccato (notes picades)

La interpretació en staccato és ben el contrari de tocar o cantar legato. Entre totes dues hi ha un punt intermedi que s'anomena mezzo staccato (nomenclatura poc habitual) o -més freqüentment- non-legato.
El plural -per referir-se a diverses notes destacades és staccati en italià, tot i que s'estila força més la forma staccatos.
Majoritàriament es considera que l'expressió catalana picat correspon exactament a la de staccato, tot i que altres tendeixen a considerar que picat es correspon amb una interrupció del so més marcada, a una proporció més gran de pausa i una de més petita de so per a cada nota.
El doble staccato i el triple staccato són tècniques d'interpretació amb els instruments de vent consistents a articular diferentment amb la llengua les notes 1a i 2a de cada grup de dues, i 1a, 2a, 3a en cada grup de tres, segons que la mètrica sigui binària o ternària. És una tècnica especialment indicada per a passatges en un tempo molt ràpid. En català s'acostumen a anomenar molt més habitualment doble picat i triple picat.